# Nikolaj Čub
Nikolaj Alexandrovič Čub (rusky Николай Александрович Чуб; *10. června 1984) je ruský ekonom, manažer a civilní kosmonaut, 605. člověk ve vesmíru. Od 15. září 2023 pobývá při svém prvním kosmickém letu na Mezinárodní vesmírné stanici (ISS), kde stráví podle plánů o několik dnů více než jeden rok.

## Mládí, vzdělání a pracovní kariéra
Narodil se ve městě Novočerkassk v Rostovské oblasti Ruské sovětské federativní socialistické republiky, součásti Sovětského svazu (nyní Ruské federace).
V rodném městě získal kompletní vzdělání včetně vysokoškolského – v roce 2006 absolvoval na Jihoruské státní technické univerzitě v oboru Řízení a informatika v technických systémech a poté navázal postgraduálním studiem v oboru Ekonomika a řízení národního hospodářství.
Před nástupem do oddílu kosmonautů byl ředitelem vlastní obchodní společnosti Space Tu LLC.

## Kosmonaut
Uspěl v prvním veřejném výběru kandidátů na kosmonauty v roce 2012. Mezi kandidáty zařazen rozhodnutím Meziresortní komise pro výběr kosmonautů 8. října 2021, do oddílu CPK nastoupil a základní výcvik zahájil 26. října 2012. Kvalifikaci zkušebního kosmonauta získal 16. června 2014.

### 1. kosmický let
Od května 2021 absolvoval výcvik jako palubní inženýr v záložní posádce pro let Sojuzu MS-22 a po odletu hlavní posádky na ISS v září 2022 plynule pokračoval ve výcviku jako člen hlavní posádky Sojuzu MS-23 s plánovaným odletem na jaře 2023. Velitelem připravované mise byl veterán Oleg Kononěnko, druhým palubním inženýrem Andrej Feďajev ze stejné skupiny kosmonautů vybraných v roce 2012 jako Čub. Výcviku se ale účastnila také Loral O'Harová, která byla do posádky zařazena v rámci dohody mezi NASA a Roskosmosem o vzájemné výměně míst v kosmických lodích Crew Dragon a Sojuz z července 2022 – O'Harovou měl na ISS dopravit Sojuz MS-23, zatímco Feďajeva americká mise SpaceX Crew-6.
V důsledku úniku chladiva ze Sojuzu MS-22 připojeného k ISS v prosinci 2022 a následného rozhodnutí poslat pro jeho posádku jako náhradní loď právě Sojuz MS-23 se však odlet Kononěnka, Čuba a O'Harové posunul o půl roku, na období Expedice 70 – posádka byla přeřazena do mise Sojuz MS-24 se startem na podzim 2023.
Start z kazašského Bajkonuru se uskutečnil 15. září 2023 v 15:44:35 UTC. Loď po pouhých dvou obletech Země, tedy zhruba po třech hodinách, dorazila k ISS a v 18:53:32 UTC zakotvila. Navíc padlo na ruské straně rozhodnutí, že Kononěnko a Čub zůstanou na ISS i během následující Expedice 71. Jejich let tak potrvá více než rok a na Zemi se vrátí v Sojuzu MS-25, zatímco O'Harová se po půlroce Expedice 70 vrátí na Zemi v Sojuzu MS-24.
Čub společně s Olegem Kononěnkem absolvovali 25. října 2023 výstup do volného prostoru, při němž mimo jiné provedli inspekci tepelného radiátoru na modulu Nauka, nainstalovali radarový komunikační systém a vypustili jeden nanosatelit. Výstup ukončili po 7 hodinách 41 minutách.
Ke druhému společnému výstupu se dvojice vydala už během Expedice 71. Modul Poisk opustili 25. dubna 2024 na 4 hodiny a 36 minut, aby dokončili dříve zahájené práce na komunikačním systému určeného k pozorování Země pro účely environmentálního managementu, kontroly životního prostředí a monitorování nouzových situací, a umístili na povrch modulů nebo z nich sejmuli další experimenty a testy. Čubovi jeho druhý výstup zvýšil celkovou délku pobytu ve volném prostoru na 12 hodin a 17 minut.

## Soukromý život
Čub si oblíbil parašutismus, před kosmonautickým výcvikem absolvoval přes 150 seskoků padákem včetně letů ve wingsuitu (kombinéze s křídly umožňující řízený let). Je rekordmanem Ruska a Evropy 2011 ve třídě velkých wingsuit-formací.
K jeho dalším zálibám patří jízda na motocyklu a turistika.